# Bolide

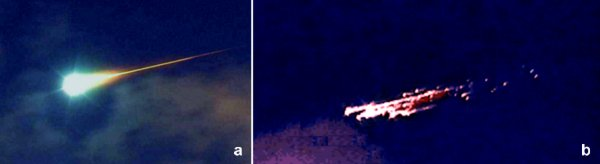
Bolide in atmosfera (a) e successiva frammentazione (b)

Il termine bolide (dal greco βολις, bolis, proiettile) indica comunemente una meteora di elevata luminosità, di magnitudine negativa. È un termine corrente ma non scientifico, in quanto gli astronomi non distinguono le meteore in base alla luminosità.
Presso gli astrofili la parola bolide designa tutte le meteore che raggiungono durante la loro apparizione almeno la magnitudine corrispondente alla massima magnitudine raggiunta dal pianeta Venere (−4,6a), quindi una magnitudine superiore a quella di qualsiasi stella e pianeta e inferiore solo alla luminosità del Sole, della Luna e di una parte delle supernovæ e novæ galattiche. Non esiste il limite massimo di luminosità, sono stati osservati bolidi di magnitudini superiori a quella del Sole (−26,3a).
Al contrario della quasi totalità delle meteore comuni, oltre al colore bianco, i bolidi possono assumere anche altri colori ben percepibili. I principali sono il verde smeraldo, il rosso, l'azzurro elettrico e l'arancione. Possono avere diametri nettamente percepibili, con nuclei oltre a 1° di diametro.
Durante la loro apparizione, che può durare fino a oltre 10 s, con casi documentati fino a 101 s (il grande bolide diurno del 1972, apparso sopra gli Stati Uniti), possono presentare flare (esplosioni), frammentazioni e avere traiettorie non rettilinee. La variazione della luminosità durante l'apparizione è legata alla composizione e struttura del corpo cosmico, chiamato meteoroide, che dà origine al bolide.
I bolidi possono originare rumori, in genere simili a tuoni lontani, a salve d'artiglieria, ad esplosioni di mine di cava. In genere sono percepiti da 1 a 3 minuti dopo l'apparizione del bolide, in quanto il suono viaggia ad una velocità di circa 0,3 km/s e impiega più tempo rispetto alla luce per raggiungere l'osservatore. Inoltre, sono percepibili solo i suoni generati a un'altezza non superiore a 50 km, perché ad altezze maggiori vengono riflessi verso l'alto andando a svanire nell'alta atmosfera. I suoni si devono alla disgregazione, spesso esplosiva, del meteoroide.
In rari casi si possono generare suoni elettrofonici. Probabilmente, hanno origine simile a quelli prodotti dalle aurore boreali. Si presume che siano il risultato dell'interazione di onde elettromagnetiche, generate dalle perturbazioni provocate dal bolide al campo magnetico terrestre, con oggetti metallici situati nelle immediate vicinanze degli osservatori che le percepiscono. Al contrario dei suoni derivati dal frammentarsi del meteoroide, quelli elettrofonici si percepiscono contemporaneamente alla visualizzazione del bolide, poiché le onde elettromagnetiche che li generano viaggiano a velocità simili a quella della luce.
Un bolide dalla luminosità pari a quella Luna piena di solito ha una massa pre-atmosferica di 100 kg. Solo un bolide ogni 100 con una magnitudine come quella della Luna piena dà origine a meteoriti.
Normalmente i bolidi che impressionano i testimoni occasionali sono di origine sporadica (non legati a sciami meteorici). È comunque comune che durante gli sciami meteorici si vedano bolidi, tanto più numerosi quanto numerose sono le meteore dello sciame.